# Залишенці
«Залишенці» (англ. The Holdovers) — художній фільм режисера Александра Пейна. У головній ролі знявся Пол Джаматті.
Прем'єра фільму в обмеженому прокаті відбулась 10 листопада 2023 року, а 22 листопада він вийшов у широкий прокат.

## Сюжет
Різдво 1970 року. Пол Ганем, учитель античних культур та мов в академії Бартон (елітному інтернаті), якого недолюблюють учні, отримує завдання доглядати групу студентів, які залишаються на канікули через нескладені іспити. За кілька днів батько одного з них забирає хлопців кататися на лижах, а в академії залишається Ганем, шкільна кухарка Мері та Ангус, розумний і непокірний учень, який склав іспити, але не може поїхати додому на свята.

## У ролях
- Пол Джаматті — Пол Ганем, учитель академії Бартон (премія "Золотий глобус" 2024)
- Домінік Сесса — Ангус Тіллі, проблемний студент, який не може приїхати додому на Різдво
- Да'Вайн Джой Рендольф — Мері Лемп, шкільна кухарка, чий син нещодавно загинув у В'єтнамі (номінація на премію "Золотий глобус" 2024)
- Керрі Престон — Лідія Крейн, шкільна адміністраторка, яка підробляє офіціанткою

## Виробництво
Фільм «Залишенці» — друга спільна робота режисера Александра Пейна та актора Пола Джаматті після фільму «На узбіччі». Ідея фільму виникла у Пейна після перегляду французького фільму 1930-х років, і він звернувся до Девіда Гемінґсона з проханням написати сценарій, який спочатку був призначений для телесеріалу. У червні 2021 року компанія Miramax набула прав на прокат фільму. На початку 2022 року до акторського складу приєдналися Да'Вайн Джой Рендольф та Керрі Престон. Зйомки розпочалися в Массачусетсі 27 січня 2022 року.
11 вересня 2022 року було проведено спеціальний показ фільму для покупців; наступного дня стало відомо, що Focus Features набула у Miramax права на поширення фільму скрізь, крім Близького Сходу, уклавши угоду на суму 30 мільйонів доларів. Прем'єра фільму в обмеженому прокаті запланована на 10 листопада 2023, у широкий прокат фільм вийшов 22 листопада 2023 року.

### Музика
Оригінальну музику для Залишенців написав Марк Ортон. Пітер Красінскі був аранжувальником хорової музики, органістом, який виконував музику на екрані через десять хвилин після початку фільму, та позаекранним музичним консультантом, окрім своєї ролі на екрані як керівника хору, який диригує співаками у "O Little Town of Bethlehem" і чий голос відкриває фільм. Саундтрек також містить кілька класичних різдвяних пісень та інших пісень 1970-х років у виконанні The Allman Brothers Band, Tony Orlando and Dawn, Labi Siffre, Badfinger, Shocking Blue, Damien Jurado, Herb Alpert, Gene Autry, Temptations, Chet Baker, Artie Shaw та Cat Stevens. У саундтреку використано композицію гурту Khruangbin. Саундтрек був випущений у цифровому форматі компанією Back Lot Music 10 листопада 2023 року, а на компакт-диску та вінілі - 17 листопада.

## Сприйняття

### Касові збори
Залишенці зібрали 20,4 мільйона доларів у США та Канаді і 25 мільйонів доларів на інших територіях, що в сумі становить 45,4 мільйона доларів у всьому світі. У перший вікенд фільм зібрав 211 093 долари в шести кінотеатрах, в середньому 35 082 долари за заклад. У другий вікенд прокат розширився до 64 кінотеатрів, зібравши 599 833 долари. У третій вікенд фільм зібрав 3,2 мільйона доларів у 778 кінотеатрах. Продовжуючи розширення, фільм зібрав по 2,7 мільйона доларів у четвертий та п'ятий вікенди. Після отримання п'яти номінацій на Оскар, на 14-му тижні прокату фільм розширився зі 127 до 1262 кінотеатрів і зібрав 520 000 доларів, що на 568% більше, ніж попереднього вікенду.

### Критики
На агрегаторі рецензій Rotten Tomatoes 97% із 360 рецензій критиків є позитивними, із середньою оцінкою 8,5/10. Консенсус веб-сайту говорить: "Прекрасно гірко-солодкий, *The Holdovers* знаменує задовільне повернення до форми режисера Александра Пейна".Metacritic, який використовує зважене середнє, присвоїв фільму оцінку 82 зі 100 на основі 61 критика, що свідчить про "загальне визнання". Глядачі, опитані CinemaScore, дали фільму середню оцінку "A" за шкалою від A+ до F, тоді як опитані PostTrak дали йому 80% загальної позитивної оцінки.

### Звинувачення у плагіаті
У березні 2024 року журнал Variety повідомив, що сценарист Саймон Стівенсон подав скаргу до Гільдії сценаристів Америки, звинувачуючи сценарій фільму у плагіаті неопублікованого сценарію, який він написав під назвою Frisco. Стівенсон заявив, що сценарій був надісланий Пейну принаймні двічі у 2010-х роках, і звинуватив остаточний сценарій Хемінгсона в тому, що він є "криміналістично ідентичним" його сценарію, стверджуючи про подібності в "історії, персонажах, структурі, сценах [та] діалогах" протягом "значної цілісності" фільму. Продюсер Frisco Том Макналті поставив під сумнів твердження Стівенсона.